# Comunità di comuni dell'alta Savoureuse
La comunità di comuni dell'alta Savoureuse (in francese communauté de communes La haute Savoureuse) è una comunità di comuni francese, situata nel dipartimento del Territorio di Belfort, nella regione della Borgogna-Franca Contea. 
Il nome deriva dal fiume Savoureuse, che attraversa alcuni dei centri che fanno parte della comunità.

## Storia
La comunità è stata creata l'8 dicembre 1994 a seguito di un accordo tra le amministrazioni comunali di Giromagny e Lepuix. Il 1º gennaio 1998 vi aderirono Rougegoutte e Vescemont, seguiti esattamente due anni dopo da Auxelles-Bas, Auxelles-Haut, Chaux e Lachapelle-sous-Chaux.
Ogni comune membro esprime tre nomi per il consiglio comunitario (composto in totale da 24 consiglieri). Dal 2001 il presidente della comunità è Daniel Roth, sindaco di Lepuix ed esponente del Partito Socialista.

## Competenze
La comunità annovera tra le sue competenze:
- Igiene pubblica
- Raccolta dei rifiuti
- Gestione delle attività industriali, commerciali e dei servizi sul territorio
- Sostegno allo sviluppo economico nei vari settori
- Sostegno al turismo
- Sostegno alle attività socio-culturali ed educative
- Stesura di piani di governo del territorio
- Sviluppo della collaborazione tra i comuni
- Viabilità e trasporti
- Telecomunicazioni: estensione delle nuove tecnologie.